# قناة وصال
قناة وصال  هي قناة فضائية سابقة، كانت تهتم بالخلاف السني الشيعي. توقف بثها في يناير 2022.

## مواضيع وبرامج القناة الحالية
تتكون برامج قناة وصال الفضائية من عدة برامج أهمها :
- الأحواز المنسية.
- وحدة الرصد والمتابعة.
- برامج وثائقية من موقع البرهان الإلكتروني.
- الشعب السوري ماذا يريد.
- مع سوريا حتى النصر.
- معالم في طريق الثورة.
- حوادث البحرين.

## روابط خارجية
- موقع قناة وصال
- البث المباشر للقناة